# Conference League Premier 2007-2008
La Conference League Premier 2007-2008, conosciuta anche con il nome di Blue Square Bet Premier per motivi di sponsorizzazione, è stata la 29ª edizione del campionato inglese di calcio di quinta divisione.

## Stagione

### Aggiornamenti
- Novità:

il Boston United retrocesso dalla Football League Two 2006-2007, è stato iscritto in Conference League North, a causa di problemi economici ed in conseguenza di ciò, si è provveduto alla riammissione dell'Altrincham.
- Cambio di denominazione:

da Gravesend & Northfleet a Ebbsfleet United.

## Squadre partecipanti
| Squadra            | Città                | Stagione precedente                           |
| ------------------ | -------------------- | --------------------------------------------- |
| Altrincham         | Altrincham           | 21º posto in Conference League National       |
| Aldershot Town     | Aldershot            | 9º posto in Conference League National        |
| Burton Albion      | Burton upon Trent    | 6º posto in Conference League National        |
| Cambridge Utd      | Cambridge            | 17º posto in Conference League National       |
| Crawley Town       | Crawley              | 18º posto in Conference League National       |
| Droylsden          | Droylsden            | 1º posto in Conference League North, promosso |
| Ebbsfleet Utd      | Northfleet           | 7º posto in Conference League National        |
| Exeter City        | Exeter               | 5º posto in Conference League National        |
| Farsley Celtic     | Leeds                | 5º posto in Conference League North, promosso |
| Forest Green       | Nailsworth           | 14º posto in Conference League National       |
| Grays Athletic     | Grays                | 19º posto in Conference League National       |
| Halifax Town       | Halifax              | 16º posto in Conference League National       |
| Histon             | Histon and Impington | 1º posto in Conference League South, promosso |
| Kidderminster      | Kidderminster        | 10º posto in Conference League National       |
| Northwich Victoria | Northwich            | 13º posto in Conference League National       |
| Oxford United      | Oxford               | 2º posto in Conference League National        |
| Rushden & Diamonds | Irthlingborough      | 12º posto in Conference League National       |
| Salisbury City     | Salisbury            | 2º posto in Conference League South, promosso |
| Stafford Rangers   | Stafford             | 20º posto in Conference League National       |
| Stevenage Borough  | Stevenage            | 8º posto in Conference League National        |
| Torquay United     | Torquay              | 24º posto in Football League Two, retrocesso  |
| Weymouth           | Weymouth             | 11º posto in Conference League National       |
| Woking             | Woking               | 15º posto in Conference League National       |
| York City          | York                 | 4º posto in Conference League National        |

## Classifica finale
|  | Pos. | Squadra            | Pt  | G  | V  | N  | P  | GF | GS  | DR  |
|  | ---- | ------------------ | --- | -- | -- | -- | -- | -- | --- | --- |
|  | 1    | Aldershot Town     | 101 | 46 | 31 | 8  | 7  | 82 | 48  | +44 |
|  | 2    | Cambridge Utd      | 86  | 46 | 25 | 11 | 10 | 68 | 41  | +27 |
|  | 3    | Torquay Utd        | 86  | 46 | 26 | 8  | 12 | 83 | 57  | +26 |
|  | 4    | Exeter City        | 83  | 46 | 22 | 17 | 7  | 83 | 58  | +25 |
|  | 5    | Burton Albion      | 81  | 46 | 23 | 12 | 11 | 79 | 56  | +23 |
|  | 6    | Stevenage          | 79  | 46 | 24 | 7  | 15 | 82 | 55  | +27 |
|  | 7    | Histon             | 72  | 46 | 20 | 12 | 14 | 76 | 67  | +9  |
|  | 8    | Forest Green       | 71  | 46 | 19 | 14 | 13 | 76 | 59  | +17 |
|  | 9    | Oxford Utd         | 71  | 46 | 20 | 11 | 15 | 56 | 48  | +8  |
|  | 10   | Grays Athletic     | 70  | 46 | 19 | 13 | 14 | 58 | 47  | +11 |
|  | 11   | Ebbsfleet Utd      | 69  | 46 | 19 | 12 | 15 | 65 | 61  | +4  |
|  | 12   | Salisbury City     | 68  | 46 | 18 | 14 | 14 | 70 | 60  | +10 |
|  | 13   | Kidderminster      | 67  | 46 | 19 | 10 | 17 | 71 | 60  | +9  |
|  | 14   | York City          | 62  | 46 | 17 | 11 | 18 | 71 | 74  | -3  |
|  | 15   | Crawley Town (-6)  | 60  | 46 | 19 | 9  | 18 | 73 | 67  | +6  |
|  | 16   | Rushden & Diamonds | 59  | 46 | 15 | 14 | 17 | 55 | 55  | 0   |
|  | 17   | Woking             | 53  | 46 | 12 | 17 | 17 | 53 | 61  | -8  |
|  | 18   | Weymouth           | 46  | 46 | 11 | 13 | 22 | 53 | 73  | -20 |
|  | 19   | Northwich Victoria | 44  | 46 | 11 | 11 | 24 | 52 | 78  | -26 |
|  | 20   | Halifax Town (-10) | 42  | 46 | 12 | 16 | 18 | 61 | 70  | -9  |
|  | 21   | Altrincham         | 41  | 46 | 9  | 14 | 23 | 56 | 82  | -26 |
|  | 22   | Farsley Celtic     | 39  | 46 | 10 | 9  | 27 | 48 | 86  | -28 |
|  | 23   | Stafford Rangers   | 25  | 46 | 5  | 10 | 31 | 42 | 99  | -57 |
|  | 24   | Droylsden          | 24  | 46 | 5  | 9  | 32 | 46 | 103 | -57 |

Legenda:
      Promosso in Football League Two 2008-2009.
  Ammesso ai play-off.
      Retrocesso in Conference League North 2008-2009.
      Retrocesso in Conference League South 2008-2009.
Regolamento:
Tre punti a vittoria, uno a pareggio, zero a sconfitta.
In caso di arrivo di due o più squadre a pari punti, la graduatoria viene stilata secondo i seguenti criteri:
- differenza reti
- maggior numero di gol segnati

Note:

Halifax Town fallito a fine stagione, escluso dalla Conference League Premier 2008-2009, rifondato ed iscritto in Northern Premier League Division One North.
Altrincham inizialmente retrocesso e successivamente riammesso in Conference League Premier 2008-2009, in seguito all'esclusione dell'Halifax Town.
Penalizzazioni:

L'Halifax Town, sottoposto ad amministrazione finanziaria, è stato sanzionato con 10 punti di penalizzazione.
Il Crawley Town è stato sanzionato con 6 punti di penalizzazione per violazione delle norme finanziarie.

## Spareggi

### Play-off

#### Tabellone
|  | Semifinali | Semifinali    | Semifinali | Semifinali | Semifinali |  |  | Finale | Finale        | Finale |  |
|  |            |               |            |            |            |  |  |        |               |        |  |
|  | 5          | Burton Albion | 2          | 1          | 3          |  |  |        |               |        |  |
|  | 2          | Cambridge Utd | 2          | 2          | 4          |  |  | 2      | Cambridge Utd | 0      |  |
|  | 4          | Exeter City   | 1          | 4          | 5          |  |  | 4      | Exeter City   | 1      |  |
|  | 3          | Torquay Utd   | 2          | 1          | 3          |  |  |        |               |        |  |

#### Semifinali
|                  | Risultati |                  | Luogo             |
| ---------------- | --------- | ---------------- | ----------------- |
| Burton Albion    | 2-2       | Cambridge United | Burton upon Trent |
| Cambridge United | 2-1       | Burton Albion    | Cambridge         |
|                  |           |                  |                   |
| Exeter City      | 1-2       | Torquay United   | Exeter            |
| Torquay United   | 1-4       | Exeter City      | Torquay           |
|                  |           |                  |                   |

#### Finale
|                  | Risultati |             | Luogo            |
| ---------------- | --------- | ----------- | ---------------- |
| Cambridge United | 0-1       | Exeter City | Londra (Wembley) |
|                  |           |             |                  |